# Даугавпилс (станция)
Да́угавпилс (полное офиц. название — Даугавпилсский пассажирский парк (Daugavpils Pasažieru parks); также Даугавпилс-Пассажирская, Даугавпилс-пасажиеру, Даугавпилс I) — узловая железнодорожная станция, расположенная в центральной части города Даугавпилса в Латгалии, Латвия.

## История
Станция открыта в 1861 году при пуске Риго-Динабургской железной дороги. В 1866 году после завершения строительства Динабурго-Витебской железной дороги стала объединённой пассажирской станцией для обеих линий, образовался Даугавпилсский железнодорожный узел. Третья линия, проходящая через Даугавпилс — Петербурго-Варшавская железная дорога достигла города в 1860 году. Комплекс зданий станции был практически таким же, как в Риге, за исключением построенных в 1866 году крупных вагоноремонтных мастерских. Это были Двинские главные железнодорожные мастерские, с 1998 года именуемые Даугавпилсским локомотиворемонтным заводом. Первоначальное название станции — Динабург, с 1893 года — Двинск, с 1919 года — «Даугавпилс I пасажиеру» (станция «Даугавпилс I пречу» при постройке Динабурго-Витебской железной дороги оборудована на расстоянии километра в направлении станции Индра). Во время Второй мировой войны город и станция претерпели серьёзные разрушения. В 1946 году служебные помещения и зал ожидания находились в близлежащем кинотеатре. В 1951 году возведено новое пассажирское здание по проекту Б. Судоплатова.
- Старое здание вокзала
- На перроне станции

## Маршруты пассажирских поездов на сентябрь 2017 года
- Рига — Минск (87/88)
- Рига — Даугавпилс (местные дизельные поезда и дизельный экспресс)

### Бывшие
- Рига — Санкт-Петербург (в 2015 году изменена трасса следования между Санкт-Петербургом и Крустпилсом)
- Вильнюс — Санкт-Петербург (отменён в 2014 году)

- Пассажирские и грузовые поезда на станции
- Панорама путей станции